# 江西省泰和中学
江西省泰和中学是中华人民共和国江西省的一所全日制公办高级中学，位于该省吉安市泰和县，1979年第一批恢复为全省重点中学，1994年获“江西省优秀重点中学”称号。学校有79个教学班，学生5181人，教职工82人，校舍建筑面积47400平方米。校园分为教学、观赏、运动、生活四大区域。

## 历史
学校自称肇始于清朝光绪三十二年（1906年）创办的泰和官立中学预科，其校舍在泰和官立高等小学堂内，后因故停办。民国十四年（1925年），泰和县立初级中学创立，同时也是泰和地区唯一的一所中学，校址在县城快阁、黄山谷祠、盟鸥馆、武庙、涪园和工艺院一带。民国十九年（1930年）六月，学校停办，直到1937年7月复办:663。
1939年以后，受日军入侵影响，学校曾数度迁移至禾市、三都圩、灌溪圩、上田太原书院等地。1945年初，学校增设高中班并改名泰和县立中学:663。1947年，江西省立天祥中学迁至泰和，改名称为省立泰和中学，1949年7月，因中国人民解放军占领泰和县，省立泰和中学与县立中学皆由甫成立的泰和县人民政府接管，泰和县立中学随即迁回原校址，10月，省立泰和中学、泰和县立中学、私立新生中学、国民中学和经纬中学五校合并为“江西省立泰和县联合中学”:663:173-175。 
1950年以后，相继更名为泰和县立中学、江西省泰和中学:663。1962年，该校获江西省人民委员会列为省重点中学:242-243。
1966年至1976年十年文革期间，初期，学校停课两年。1968年，秋季恢复招生，实行二·二分段制，60％以上的教师遭到批斗，50％的教师下放农村，教师队伍遭到摧残，同年，泰和上田初级中学亦并入泰和中学，并将校名改为“泰和县五·七中学:663-666。1973年恢复原名“江西省泰和中学”。1975年将北部约40亩划给泰和师范学校（今泰和三中）作校园。这段时期，多名教师包括原校长、教导副主任等被迫害致死。
1982年将校园西北角约10亩划给县教育局办公校院。至此，校园面积减少至105亩。 
2013年一条公路将学校分为南北校区，学校面积减去35亩，现在只有70亩。　　

## 精神传统
1925年，学校创办一开始，就以严厉治校为准则，制定了校训、校歌、教育方针、管理制度等。
1937年，复校后，学校制定了校徽、校旗、校训、校歌。

### 校训
1925年，校训为：敏洁。
校训注释：
事教而快斯有功
煌煌圣训作来崇
一目了却一日事
莫使积压胜且丛
立身清洁最为先
伯夷高风今尚传
形式洁处客貌妍
精神洁处气象鲜
课余闲来登快阁
先得我心有涪翁
案前勿使有余牍
忙里得闲乐趣浓　　
吟风弄月到澄江
皎皎白鸥望若仙　　
澡身浴德从兹始
一尘不染意超然

1937年，校训为：忠、勇、勤、朴。　　

### 校歌
（一）
敏洁

孙振渭词       1925

溯我邑昔日兮，改书院为学堂；

历初小之阶级，进高小优良。

喜我邑今日兮，建中校以辉煌；

授完全之普通，期各擅专长。

仰登乎快阁，俯临乎澄江；

悟作事之宜敏，矢清洁以为常。

抚今追昔兮，进步无一疆；

愿吾侪同学者，谨守而勿忘。

（二）

1937

快阎高，武山遥，赣水长，登科环抱。
自然作了我们的母亲，前贤作了我们的师保。
这儿是我们的摇篮我们的学校。
知识就是枪炮要求到，身体就是城堡要锻好，
更要把黑暗赶跑，将光明创造。

### 校庆
1937年10月6日，定10月6日为复校纪念日。

### 校徽
1937年，校徽样式：铜质，蓝底白边，等腰三角形，底3 cm，腰4cm。

## 现状和近况
当地政府修建东西向主干道工农兵大道时，将该校一分为二，引发市民对于学生安全的担忧。
2017年泰和中学规划整体搬迁，新校址占地面积约300亩，校舍11.784万平方米、体育场地73360平方米。

## 著名建筑
快阁，收入《中国名胜词典》的“西昌八景”之一，也是快阁诗的形成之地。曾被刘将孙评为“高于儗岘匹滕王”，现日渐式微。[注：浙江快阁非此快阁，且浙江快阁得名于此]

## 校园建筑和设施
教学区：三栋教学楼、办公楼、远程教学中心大楼、理化大楼、值班室、图书馆、电教大楼、大礼堂、卫星地面接收站、双向互动式校园网等。专用教室有：四间生物实验室（解剖室、仪器室、标本室、观察室）、五间理化实验室、三间微机室、三间语音室、三间多媒体投影室、电子阅览室、课件制作室、电子资源库、三间藏书室、资料室、两间阅览室。
观赏区：南北校门、植物园、人文广场、中心广场等。
运动区：体艺馆、篮球场、操场，运动场等。
生活区：三栋男生公寓、一栋女生公寓、教师公寓、食堂、车库、锅炉房等。

## 知名校友
潘际銮：中国科学院院士
王梓坤：中国科学院院士、世界著名的概率论专家
董其中：中国著名画家
陈文俊：从事卫星运载火箭研究的研究员
许炎莲：全国人大代表
肖旭东：香港中文大学物理系教授